# Дмитриев, Георгий Петрович
Георгий Петрович Дмитриев (29 октября 1942, Краснодар, РСФСР, СССР — 15 июля 2016, Москва, Российская Федерация) — советский и российский композитор, лауреат международных композиторских конкурсов в Будапеште (1988) и Тренто (1991), Премии правительства Москвы (2001), кавалер Золотой пушкинской медали (2000). Заслуженный деятель искусств России (2003).

## Биография
Родился в семье военного врача. С шести лет обучался игре на фортепиано; к этому времени относятся и первые опыты сочинения.
В 1958—1961 годах он студент Краснодарского музыкального училища по классам фортепиано, теории музыки и сочинения. По рекомендации Д. Д. Шостаковича поступает в 1961 году в Московскую государственную консерваторию имени П. И. Чайковского на композиторское отделение, в класс профессора Д. Б. Кабалевского. После окончания в 1966 году консерватории продолжает музыкальное образование в аспирантуре и оканчивает её с отличием в 1968 году. С 1969 года — член Союза композиторов СССР.
В 1969—1983 годах наряду с композиторской деятельностью вел педагогическую и научную работу: преподает сочинение, инструментовку, полифонию в Государственном музыкально-педагогическом институте имени Гнесиных; сочинение — в Центральной школе при Московской консерватории. В 1973 году выходит первым изданием его книга «Ударные инструменты: трактовка и современное состояние», первая на русском языке монография по данному вопросу; в 1981 году — книга-исследование «О драматургической выразительности оркестрового письма».
Учрежденный в 1979 году ежегодный музыкальный фестиваль «Московская осень» открыл возможность к исполнению ряда крупных произведений Г. П. Дмитриева в симфоническом, ораториальном, камерно-инструментальном, хоровом жанрах, утверждая высокую профессиональную репутацию композитора.
В 1986 году был избран заместителем председателя правления Московской организации Союза композиторов РСФСР. В 1988 году на первых демократических выборах избирается её председателем, учредившим в 1989 году СК Москвы с самостоятельным творческим и экономическим статусом. С именем Дмитриева в эти годы связаны организация и проведение целого ряда новых музыкальных фестивалей; первые концерты запрещенной ранее православной хоровой музыки; исполнение сочинений репрессированных композиторов (в частности, Николая Рославца), произведений современных западных авторов: Ксенакиса, Штокхаузена, Берио и других, учреждение Ассоциации современной музыки, Ассоциации электронной музыки и т. д.
В 1989—1991 годах он также секретарь правления и первый заместитель председателя СК СССР, реформирующий авторско-правовые, социально-экономические и международные программы. После распада СССР, в 1992 году, был избран председателем Международной ассоциации композиторских организаций (стран СНГ).
С 1993 года — председатель Русского музыкального товарищества, общественного объединения, ведущего независимую творческую, концертную и издательскую деятельность. РМТ выступило одним из учредителей Общероссийского общественного движения «Россия Православная», в Центральный совет которого Г. П. Дмитриев входит с 1997 года. С 1994 года возобновил педагогическую деятельность — вел класс сочинения в Российской академии хорового искусства.
Умер 15 июля 2016 года. Похоронен в Звенигороде на Звенигородском кладбище (уч. 5).

## Творчество
Творчество композитора охватывает широкий круг жанров — от детской фортепианной миниатюры до масштабного симфонического полотна. Особое место в его музыкальном наследии занимает духовная, а именно, православная тематика. В связи с этим уместно вспомнить, что дед композитора по отцовской линии был православным священником. С детства находясь в атмосфере высокого духовного и культурного уровня, Г. Дмитриев органично выражает в своем творчестве исконно русские идеи и стремления.

«Древнерусская тема у Дмитриева — это история России, прослеживаемая и в борьбе за престол, и в мятежах, заговорах, и в деяниях святых праведников. При этом его композиторские искания проходили последовательно через три этапа, постепенно всё шире и глубже охватывая события русской истории. На первом этапе композитор воплощал в музыке <…> художественные произведения из классики отечественной литературы, на втором — его интересовали преимущественно судьбы и деяния выдающихся исторических личностей — таких, как Владимир Креститель, Александр Невский, А.Пушкин, Н.Гоголь, К.Циолковский… На третьем этапе, который продолжается и сегодня, Дмитриев стремится выявить в музыкальном произведении суть духовно национального характера».
Важный компонент в творчестве композитора — литературно-поэтическое слово. Вот как охарактеризовывает работу со словом музыковед Н.Крашенинникова:

«<…> Георгий Дмитриев в своем творчестве, связанном со словом, охватил самые различные пласты русской (и не только) литературы — летописи, мифы, канонические тексты, жития святых, народные песни, исторические документы, прозу и поэзию русских классиков, малоизвестных авторов прошлого, современных писателей и поэтов… Не будет преувеличением назвать Г. Дмитриева композитором-мыслителем, способным через виртуозный монтаж смыслов (смысловых носителей — в том числе и вербально оформленных), через их сопоставление, многозначную игру и множественность перекличек выстроить уникальную музыкальную драматургию произведения, концептуально заостренную, значительную и неизменно новую. Именно в этом — в расширении границ музыкальной содержательности, в стремлении сделать музыку „говорящей“ — видит композитор свою основную задачу».

## Общественная позиция
В марте 2014 года поддержал аннексию Крыма, подписал письмо президенту России Владимиру Путину в поддержку аннексии.

## Основные сочинения
Музыкально-сценические произведения
- Любимая и потерянная (1975)
- Святитель Ермоген (1999)

Оратории
- Из «Повести временных лет» на текст древнерусской летописи (1983)
- Космическая Россия (1985)

Оркестровые произведения
- Симфония № 1 (1966)
- Симфония № 2 «На поле Куликовом» (1979)
- Киев (1981)
- Концерт для скрипки с оркестром (1981)
- Сивилла (1983)
- Икона (1986/2002)
- Симфония № 3 «Misterioso» (1989)
- Эпизоды в характере фрески (1992)
- Арфа серафима (1998)

Камерно-инструментальные произведения
- Соната № 1 (1963)
- Рапсодия на три русские темы (1964)
- Сонатина (1964)
- Струнный квартет № 1 (1967)
- Струнный квартет № 2 (1970)
- Струнный квартет № 3 (1972)
- Соната № 2 (1978)
- Облики движений (1978)
- Percussionata (1978)
- Витражи (1981)
- Варшавская фантазия (1983)
- В характере Германа Гессе (1986)

Вокальные произведения
- Три стихотворения Федора Ивановича Тютчева (1967)
- Три романса на стихи Александра Сергеевича Пушкина (1978)
- Три романса на стихи Михаила Юрьевича Лермонтова (1978)
- Арфа серафима (1978 (№ 1, 2, 5); 1998 (№ 3, 4)
- Голоса скрипок (1982)
- Стенька Разин (1989)
- Песни паладина (2000—2001)
- Богатырские песни (2004)
- Четыре стихотворения Юрия Кузнецова (2007)

Хоровые произведения
- Песни безвременья (1975)
- Священные знаки (1975/2001)
- Всенощное бдение (1976/1989-1990; 1997)
- Четыре стихотворения Иннокентия Анненского (1980)
- Апостол правды (1983)
- Старорусские сказания (1987)
- Stabat Mater dolorosa (1988)
- Завещание Николая Васильевича Гоголя (1997)
- Симфония ликов (1998)
- Ясный свет (2000)
- Преподобный Савва Игумен (2000)
- Шесть хоров на стихи русских поэтов (2002)
- Китеж всплывающий (2004)
- Владимирская Богоматерь (2006)

## Музыка к кинофильмам
- 1972 — «Мраморный дом» (режиссёр Борис Григорьев)
- 1973 — «Последняя встреча» (режиссёр Борис Бунеев)
- 1974 — «Георгий Седов» (режиссёр Борис Григорьев)
- 1976 — «Аты-баты, шли солдаты…» (режиссёр Леонид Быков)
- 1976 — «Так начиналась легенда» (режиссёр Борис Григорьев)
- 1976 — «Полночный крик» (режиссёр Владимир Грамматиков)
- 1976 — «Тайфун, фас!» (режиссёр Владимир Грамматиков)
- 1978 — «Кузнечик» (режиссёр Борис Григорьев)
- 1980 — «Петровка, 38» (режиссёр Борис Григорьев)
- 1980 — «Огарёва, 6» (режиссёр Борис Григорьев)
- 1980 — «Научите меня драться» (режиссёр В. Волков)
- 1980 — «Шутка!?» (режиссёр В. Волков)
- 1981 — «Казнить не представляется возможным» (режиссёр Исаак Шмарук)
- 1982 — «Голос памяти» (режиссёр Виктор Жилко)
- 1983 — «Ураган приходит неожиданно» (режиссёр Наталья Величко)
- 1983 — «Приступить к ликвидации» (режиссёр Борис Григорьев)
- 1984 — «Накануне» (режиссёр Николай Мащенко)
- 1986 — «Мама родная, любимая…» (режиссёр Николай Мащенко)
- 1986 — «Наградить (посмертно)» (режиссёр Борис Григорьев)
- 1986 — «Первоцвет» (режиссёр Виктор Жилко)
- 1986 — «Игорь Саввович» (режиссёр Борис Савченко)
- 1988 — «Земляки» (режиссёр Борис Савченко)
- 1988 — «Пусть я умру, Господи…» (режиссёр Борис Григорьев)
- 1988 — «Генеральная репетиция» (режиссёр Виктор Жилко)
- 1990 — «Бес в ребро» (режиссёр Борис Григорьев)
- 1992 — «Исповедь содержанки» (режиссёр Борис Григорьев)

## Дискография
- «Из „Повести временных лет“, Stabat Mater Dolorosa» (1991)
- «Mikhail Glinka arr. Georgi Dmitriev Viola Sonata in D Minor» (1996)
- «Symphony № 3 Misterioso, Violin Concerto, Warsaw Fantasy, Vespers-excerpts» (1996)
- «Всенощное бдение» (1999)
- «Киев, На поле Куликовом (симфония № 2), Эпизоды в характере фрески, Misterioso (симфония № 3)» (1999)
- «Старорусские сказания, Симфония ликов» (2000)
- «Камерно-инструментальная и электронная музыка» (2000)
- «Завещание Николая Васильевича Гоголя» (2000)
- «Преподобный Савва игумен, Священные знаки, Шесть хоров на стихи русских поэтов» (2004)
- «Стенька Разин, Голоса скрипок, Percussionata, Икона» (2007)
- «Произведения на стихи Юрия Кузнецова» (2007)
- «Камерно-инструментальная музыка» (2007)
- «Хоровое творчество Георгия Дмитриева», mp3 (2007)
- «Романсы на стихи русских поэтов» (2009)
- "Этот светлый мир детства! " (2011)
- «Всенощное бдение. Воскресное литургическое пение» (2011)
- «Святитель Ермоген» (2013)